# William Bullitt

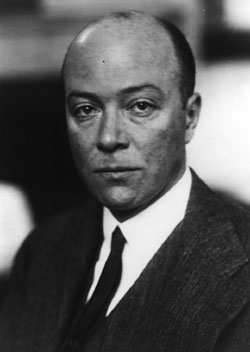
William Bullitt

William Christian Bullitt (ur. 25 stycznia 1891 w Filadelfii, zm. 15 lutego 1967 w Neuilly-sur-Seine) – pierwszy ambasador amerykański w Moskwie po uznaniu ZSRR przez Stany Zjednoczone i nawiązaniu stosunków dyplomatycznych (1933). 

## Życiorys
Studiował na Uniwersytecie Yale, a następnie w Harvard Law School. Interesował się sprawami rosyjskimi od 1914, gdy po raz pierwszy wraz z matką odbył podróż po Rosji. W 1919 przyjechał do Moskwy, aby zorientować się w zamierzeniach bolszewików. Po powrocie do Waszyngtonu rekomendował nawiązanie stosunków dyplomatycznych z Rosją sowiecką, a wobec odrzucenia tej propozycji przez prezydenta podał się do dymisji. W 1933, po uznaniu ZSRR przez rząd amerykański, pojechał do Moskwy jako ambasador i przebywał tam do 1936. Do 1940 był ambasadorem we Francji. Ostatnie lata życia spędził na farmie w stanie Massachusetts, podróżując sporadycznie do Paryża.
Bezskutecznie próbował przekonać Roosevelta do powstrzymania ekspansji sowieckiej. Wcześniej dostrzegał ekspansjonizm w polityce Niemiec.
Jego następcą na stanowisku ambasadora w ZSRR był Joseph Davies.
W 1924 ożenił się z Louise Bryant, wdową po Johnie Reedzie. Małżeństwo nie przetrwało próby czasu i w 1930 nastąpił rozwód.
Napisał m.in. The Bullit Mission to Russia (1919) i The Great Globe Itself (1946).